# Han-Gräber von Wangdu
Bei den Han-Gräbern von Wangdu handelt es sich um zwei im chinesischen Dorf Suoyao 所药村, Kreis Wangdu,  bezirksfreie Stadt Baoding, Provinz Hebei, in den 1950er Jahren zum ersten Mal erforschte Ziegelkammer-Gräber aus der Zeit der Östlichen Han-Dynastie. In Grab Nr. 1 wurden Wandgemälde entdeckt, sein Besitzer war Sun Cheng 孙程. Das Grab Nr. 2 wird auf das Jahr 182 datiert.
Das Wandmalereiengrab im Dorf Suoyao (Suǒyào cūn bìhuà mù 所药村壁画墓), das auch Han-zeitliches Grab mit den Wandgemälden von Wangdu (Wàngdū Hàn bìhuàmù 望都汉壁画墓) genannt wird, steht seit 2006 auf der Liste der Denkmäler der Volksrepublik China (6-225).